# Адгезійне збагачення золота

Вуглемасляні (1)та золотонаповнені (2) гранули одержані в ДонНТУ.

Адгезійне збагачення золота (англ. Coal-gold agglomeration) — один з процесів адгезійного збагачення корисних копалин. Належить до спеціальних методів збагачення корисних копалин.

## Вступ
У останні роки розроблено принципово новий технологічний процес вилучення золота з руд та розсипів, оснований на ефекті селективної адгезії (прилипання) олеофільних гідрофобних часточок золота до гранул, які утворені з вугілля та нафтопродукту (агломерація «вугілля-золото»). Технологія включає перемішування золотовміщаючої пульпи з вугільно-масляними гранулами, відділення гранул від пульпи грохоченням або флотацією, рециркуляцію частини гранул з метою збільшення ступеня насичення їх золотом та вилучення золота з навантажених гранул (наприклад, спалюванням.
Застосування адгезійної технології бажано для сировини з вільним золотом, причому однаково добре вилучаються як відносно крупні (500 мкм), так і дрібні (до 5 мкм) часточки золота.
Адгезійна технологія характеризується високим вилученням золота, низькими експлуатаційними витратами, не потребує використання токсичних реагентів, вона екологічно чиста.
Технологія адгезійного вилучення золота розроблена на основі процесу масляної агломерації вугілля. Цей процес найефективніший при переробці тонко дисперсного вугілля, дозволяє відсортувати гідрофобні матеріали та одержувати низькозольне вугілля з високим виходом.

## Сучасні процеси адгезійного збагачення золота

### Процес CGA (Coal Gold Agglomeration) фірми British oil and minerals та Davy McKee
Див. також Процес «вугілля-золото»
Руду спочатку піддають грохоченню, а потім подрібнюють. Рудну пульпу кондиціонують ПАР, після чого перемішують з вугільномасляними гранулами в послідовно встановлених чанах. Золото видаляється в гранули. Останні відокремлюють від пустої породи, наприклад флотацією, і направляють у обіг для контакту зі свіжою пульпою. Таким чином досягають необхідного ступеня насичення гранул золотом. Вилучення золота з «навантажених» гранул здійснюють спалюванням з наступною плавкою золи.
Власне адгезійне збагачення (адгезійна концентрація) здійснюється в агітаторах при інтенсивному перемішуванні водно-рудної пульпи з вуглемасляними гранулами в турбулентному режимі (застосовують імпелерну мішалку).

### Процес фірми Precions Mineral Technologies Pty Ltd.
Фірма запатентувала спосіб вилучення благородних металів і алмазів, який передбачає контакт рудної пульпи з вуглемасляними гранулами, одержаними з присадкою бітуму. Це зменшує дезінтеграцію гранул при інтенсивному перемішуванні рудної пульпи. Гранули крупністю 0,75-5,0 мм містять 1-5 мас. % бітуму і 15-25 мас. % масляного агенту. Тривалість контакту вугілля з гранулами 1-10 хв.

### Процес «Карбед» (Carbad) компанії Carbad Pty Ltd.
Див. також — Карбед
Цей варіант адгезійного збагачення золота винайдено в Австралії. Руда і вуглемасляні гранули рухаються в режимі протитечії (рис.2). На грохотах виділяють крупні гранули, а потік пульпи пропускають у наступний агрегат (контактний апарат). Гранули залишаються у пульпі до заданого (кондиційного) насичення зернами золота. Для підтримки високих адгезійних властивостей гранул-носіїв в кожний з контактних чанів безперервно подається невелика частина зв'язуючого агента, який «підновлює» поверхню гранул. Масляні фракції вилучають флотацією і направляються в голову процесу. Золото з гранул вилучають за допомогою органічного розчинника, яким обробляють гранулят. Це приводить до дезінтеграції гранул, після чого грануляційна речовина центрифугується. Одержаний золотоносний концентрат направляють на плавку. Розчинник дистилюють і знову використовують. Вугілля та нафтозв'язуюче рециркулюють для приготування нових гранул.
Рис. 2 — Технологічна схема процесу «Карбед».
Процес концентрації золота на гранулах-носіях завершується протягом 20-30 хв. На перших хвилинах досягається вилучення близько 78-89 %, а за 10 хв. воно вже становить 94-97 %. З економічних міркувань дослідники процесу «Карбед» рекомендують витримувати ступінь насичення гранул золотом на рівні від 1-5 до 10-20 кг/т.

### Процес адгезійної концентрації Донецького національного технічного університету
ДонНТУ розроблено технологічні основи адгезійного збагачення золота. Пріоритет належить професору В. С. Білецькому, який розробив технологічні та теоретичні основи методу. Процес базується на ефекті селективної адгезії олеофільних часточок золота до вуглемасляних гранул. Технологія включає перемішування золотовміщаючої пульпи з вугільномасляними гранулами, відокремлення гранул від пульпи на грохоті або їх флотацію, рециркуляцію гранул з метою збільшення ступеня насиченості їх золотом і вилучення останнього з гранул, наприклад, спалюванням.
Лабораторними дослідженнями ДонНТУ та Інституту біоколоїдної хімії НАН України показана можливість підвищення ефективності адгезійного збагачення золота за рахунок спеціальної модифікації вуглемасляних гранул-носіїв. Таким чином одержані результати, які перевищують відомі закордонні способи — аналоги.
Технологія адгезійного збагачення золота дозволяє:
- 1. забезпечити вилучення з пульпи частинок золота крупністю 5-500 мкм (технологія ДонНТУ — ІБКХ — також менше 5 мкм);
- 2. збагачувати вихідну сировину з вмістом золота від 0,25 г/т і вище;
- 3. забезпечити вилучення корисного компонента з руди на рівні 79-99 % при вмісті золота 0,25-18,5 г/т.

Нова технологія чистіша за ціанування, її технологічні можливості на тонкодисперсному золоті більш високі, ніж для флотаційного та гравітаційного способів.

## Випробовування технології і перспективи застосування
Стендові випробування цієї технології підтвердили її ефективність.
Технології адгезійного збагачення забезпечують вилучення золота крупністю 5-500 мкм, а лабораторні і промислові апробації на корінних та алювіальних рудах з вмістом золота від 0,24 до 18,5 г/т показали можливість вилучення золота на рівні 79-99 %.
Процеси екологічно чистіші ніж ціанування і можуть, як і флотація, бути застосованими на сучасних золотозбагачувальних підприємствах.